# ヘルメス計画
ヘルメス計画（Hermes project）は1944年11月20日から1954年12月31日まで行われたアメリカ陸軍武器科のロケット計画。主契約者はゼネラル・エレクトリック。
第二次世界大戦終結後、計画は燃焼試験やナチス・ドイツの開発したV2ロケットの発展開発を含むよう拡張された。1946年4月16日、当計画における初のV2ロケットの打上げがホワイトサンズ・ミサイル実験場のLC-33で行われた。到達高度は3.4マイル（約5.47km）だった。